# Большая Тельца
Большая Тельца — река в России, протекает в Республике Татарстан. Правый приток реки Чильчи.

## География
Река берёт начало у деревни Новая Цильна. Течёт на восток по открытой местности. Устье реки находится у деревни Канава в 4 км по правому берегу реки Чильча. Длина реки составляет 33 км, площадь водосборного бассейна — 151 км².

## Данные водного реестра
По данным государственного водного реестра России относится к Верхневолжскому бассейновому округу, водохозяйственный участок реки — Свияга от села Альшеево и до устья, речной подбассейн реки — Волга от впадения Оки до Куйбышевского водохранилища (без бассейна Суры). Речной бассейн реки — (Верхняя) Волга до Куйбышевского водохранилища (без бассейна Оки).
Код объекта в государственном водном реестре — 08010400612112100002423.